# 14062 Cremaschini
14062 Cremaschini eller 1996 CR8 är en asteroid i huvudbältet som upptäcktes den 14 februari 1996 av de båda italienska astronomerna Ulisse Munari och Maura Tombelli vid Cima Ekar-observatoriet. Den är uppkallad efter amatörastronomen Claudio Cremaschini.
Den tillhör asteroidgruppen Nysa.